# Liste der Biografien/Corn
Liste der Biografien |
Portal Biografien |
Personensuche
# |
A |
B |
C |
D |
E |
F |
G |
H |
I |
J |
K |
L |
M |
N |
O |
P |
Q |
R |
S |
T |
U |
V |
W |
X |
Y |
Z |
?
 
Ca |
Cb |
Cc |
Ce |
Ch |
Ci |
Cj |
Ck |
Cl |
Cm |
Cn |
Co |
Cr |
Cs |
Ct |
Cu |
Cv |
Cw |
Cy |
Cz
 
Coa–Cod |
Coe–Cok |
Col |
Com |
Con |
Coo–Coq |
Cor |
Cos |
Cot |
Cou |
Cov |
Cow |
Cox |
Coy |
Coz
 
Cora |
Corb |
Corc |
Cord |
Core |
Corf |
Corg |
Cori |
Cork |
Corl |
Corm |
Corn |
Coro |
Corp |
Corr |
Cors |
Cort |
Coru |
Corv |
Corw |
Cory |
Corz
Die Liste der Biografien führt alle Personen auf, die in der deutschsprachigen Wikipedia einen Artikel haben. Dieses ist eine Teilliste mit 528 Einträgen von Personen, deren Namen mit den Buchstaben „Corn“ beginnt.

## Corn
- Corn, David (* 1959), US-amerikanischer Journalist
- Corn, Heribert (* 1964), österreichischer Fotograf

### Corna
- Corna, Antonio della, italienischer Maler
- Cornacchia, Domenico (* 1950), italienischer Geistlicher, römisch-katholischer Bischof von Molfetta-Ruvo-Giovinazzo-Terlizzi
- Cornacchia, Franco (* 1907), italienischer Unternehmer, Rennstallbesitzer und Autorennfahrer
- Cornacchia, Giovanni (1939–2008), italienischer Leichtathlet
- Cornacchini, Agostino (1686–1754), italienischer Bildhauer und Maler des Barock und des Rokoko
- Cornacchioli, Giacinto (* 1599), italienischer Komponist, Sänger und Organist
- Cornaggia Medici, Giovanni Maria (1899–1979), italienischer Adeliger, Jurist, Politiker und Automobilrennfahrer
- Cornaggia-Medici, Giancarlo (1904–1970), italienischer Degenfechter und Olympiasieger
- Cornaglia, Pietro Abbà (1851–1894), italienischer Komponist und Organist
- Cornago, Juan, spanischer Komponist und Franziskaner
- Čornakec, Jěwa-Marja (* 1959), sorbische Schriftstellerin, Übersetzerin und Redakteurin
- Cornalba, Elena, italienische Primaballerina
- Cornalba, Maurizio (* 1947), italienischer Mathematiker
- Cornalia, Emilio (1824–1882), italienischer Zoologe und Paläontologe
- Cornano, Jacques (* 1956), französischer Politiker
- Cornarius, Janus (1500–1558), deutscher Arzt
- Cornaro Piscopia, Elena Lucrezia (1646–1684), italienische PhilosophinElena Lucrezia Cornaro Piscopia (1646–1684)

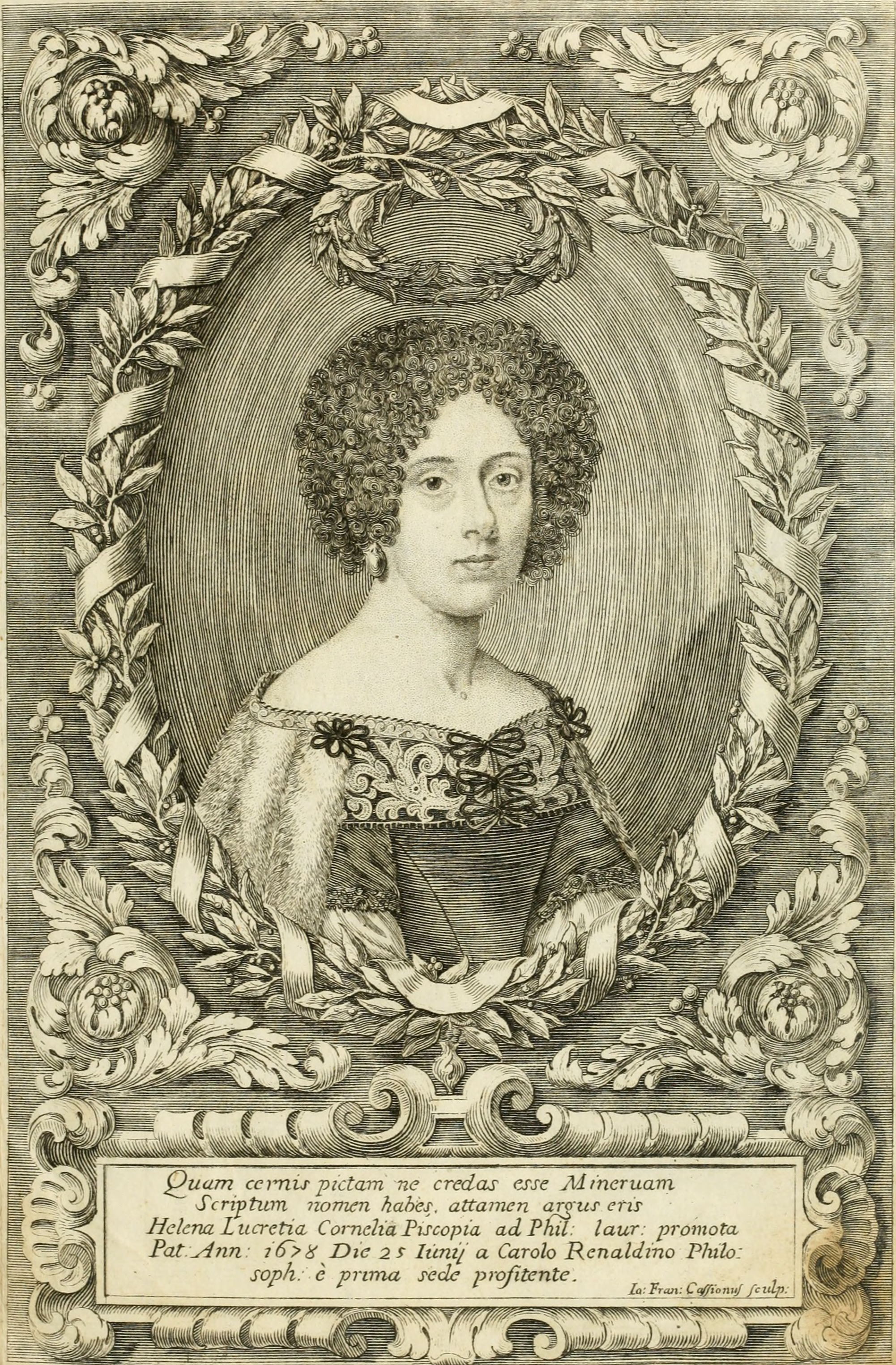
Elena Lucrezia Cornaro Piscopia (1646–1684)

- Cornaro, Andrea (1511–1551), Kardinal der römisch-katholischen Kirche
- Cornaro, Caterina (1454–1510), Königin von Zypern (1474–1489)
- Cornaro, Christoph (1931–2022), österreichischer Jurist, Diplomat und Pianist
- Cornaro, Federico (1531–1590), italienischer Kardinal
- Cornaro, Federico Baldissera Bartolomeo (1579–1653), italienischer Kardinal, Patriarch von Venedig
- Cornaro, Francesco (1478–1543), Kardinal der katholischen Kirche
- Cornaro, Francesco (1547–1598), italienischer Kardinal der Römischen Kirche
- Cornaro, Giorgio (1658–1722), italienischer Kardinal und Bischof von Padua
- Cornaro, Giovanni (1720–1789), Kardinal der Römischen Kirche
- Cornaro, Luigi (1517–1584), venezianischer Kardinal der Römischen Kirche
- Cornaro, Marco (1482–1524), italienischer Kardinal
- Cornaro, Marco († 1625), römisch-katholischer Geistlicher
- Cornäus, Melchior (1598–1665), Jesuit, Dogmatiker und Kontroversist
- Cornaz, Auguste (1834–1896), Schweizer Politiker und Bundesrichter
- Cornaz, Louise (1850–1914), Schweizer Schriftstellerin und Übersetzerin aus dem Kanton Waadt
- Cornaz, Philippe (* 1957), Schweizer Jazzmusiker (Vibraphon, Marimba, Perkussion)
- Cornaz, Stefan (1944–2003), Schweizer Politiker (FDP) und Historiker
- Cornazzano, Antonio († 1484), italienischer Tanzmeister und Tanztheoretiker, Choreograf, Poet und Literat

### Cornb
- Cornberg, Horst von (1886–1943), preußischer Verwaltungsjurist und Landrat
- Cornberg, Oskar von (1855–1928), deutscher Jurist, Amtsrichter, Justizrat und Hofkammerpräsident
- Cornberg, Philipp von (1759–1811), deutscher Landrat, Domherr und Parlamentarier
- Cornberg, Philipp Wilhelm von (1553–1616), Stammvater der Freiherren von Cornberg

### Corne
- Corne (* 1976), argentinischer Karikaturist und Humorzeichner

#### Cornea
- Cornea, Andrei (* 1999), rumänischer Ruderer
- Cornea, Aurel (1933–2005), rumänischer Mathematiker
- Cornea, Doina (1929–2018), rumänische Menschenrechtlerin und Widerstandskämpferin gegen die kommunistische Diktatur in Rumänien
- Cornea, Ovidiu (* 1980), rumänischer Ruderer
- Cornea, Victor Vlad (* 1993), rumänischer Tennisspieler
- Corneanu, Nicolae (1923–2014), rumänischer Geistlicher, Metropolit der Rumänisch Orthodoxen Kirche
- Corneanu, Oana Smaranda (* 2001), rumänische Tennisspielerin
- Corneau, Alain (1943–2010), französischer Filmregisseur und Drehbuchautor

#### Cornee
- Corneencov, Andrei (* 1982), moldauischer Fußballspieler

#### Corneh
- Cornehl, Peter (1936–2022), deutscher evangelisch-lutherischer Theologe
- Cornehls, Adolf (1864–1916), deutscher Architekt

#### Cornei
- Corneille (1922–2010), niederländischer Maler
- Corneille (* 1977), ruandisch-kanadischer R'n'B-Sänger
- Corneille, Glenn (1970–2005), niederländischer Jazz- und Pop-Pianist
- Corneille, Pierre (1606–1684), Dramatiker, AutorPierre Corneille (1606–1684)

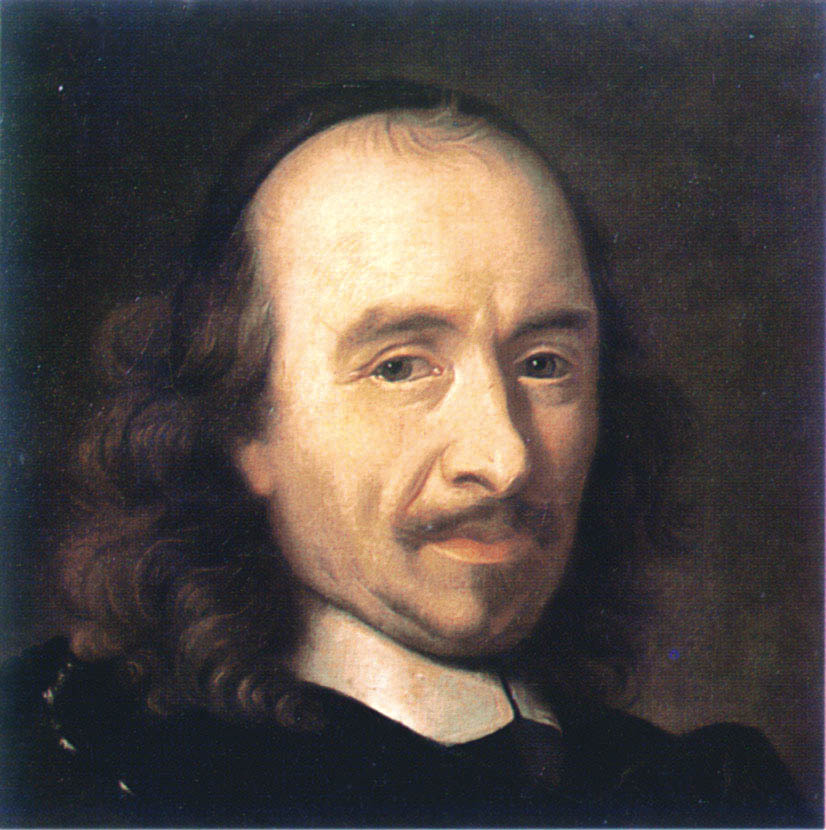
Pierre Corneille (1606–1684)

- Corneille, Thomas (1625–1709), französischer Dichter

#### Cornej
- Cornejo Merino y Guevara, José María (1788–1864), salvadorianischer Politiker, Supremo Director der Provinz El Salvador
- Cornejo Monzón, Guillermo Antonio (* 1964), peruanischer Geistlicher, römisch-katholischer Weihbischof von Lima
- Cornejo Polar, Antonio (1936–1997), peruanischer Schriftsteller
- Cornejo, Fernando (1969–2009), chilenischer Fußballspieler
- Cornejo, Francisco (1892–1963), mexikanischer Maler, Bildhauer, Werbe- und Gebrauchsgrafiker
- Cornejo, Herman (* 1981), argentinischer Balletttänzer
- Cornejo, Ismael (* 1987), salvadorianischer Fußballschiedsrichter
- Cornejo, Juan (* 1990), chilenischer Fußballspieler
- Cornejo, Mario (1927–2015), peruanischer Geistlicher, römisch-katholischer Titularbischof
- Cornejo, Patricio (* 1944), chilenischer Tennisspieler
- Cornejo, René (* 1962), peruanischer Politiker
- Cornejo, Rodrigo (* 2004), peruanischer Sprinter
- Cornejo, Sirley (* 1979), bolivianische Fußballschiedsrichterin

#### Cornel
- Cornel, Eric (* 1996), kanadischer Eishockeyspieler
- Cornel, Heinz (* 1953), deutscher Kriminologe und Erziehungswissenschaftler

##### Corneli

###### Cornelia
- Cornelia († 39), römische Adlige, Gattin des Gaius Calvisius Sabinus
- Cornelia, Vestalin
- Cornelia, Märtyrin und Heilige
- Cornelia, römische Frau, Mutter der GracchenCornelia

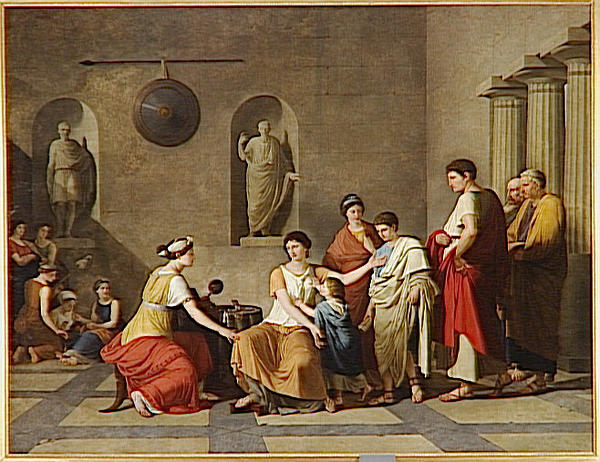
Cornelia

- Cornelia, erste Frau Gaius Iulius Caesars
- Cornelia Fausta, Tochter des römischen Diktators Sulla
- Cornelia Gallonia, zweite Gattin des Kaisers Valerian
- Cornelia Metella, Angehörige der römischen Nobilität
- Cornelia, Florencio (* 1981), niederländischer Fußballtorhüter
- Cornelias, antiker römischer Toreut

###### Cornelie
- Cornelie, Petr (* 1995), französischer Basketballspieler

###### Cornelio
- Cornelio, Leo (* 1945), indischer Ordensgeistlicher, römisch-katholischer Erzbischof von Bhopal

###### Cornelis
- Cornelis van Haarlem (1562–1638), niederländischer Maler
- Cornelis, Guy R. (* 1946), belgischer Mikrobiologe
- Cornelis, Herman (1938–2012), belgischer Radrennfahrer
- Cornelis, Jean (1941–2016), belgischer Fußballspieler
- Cornelis, Jozef Floribert (1910–2001), belgischer katholischer Bischof
- Cornelisen, Volker (1953–2022), deutscher Basketballtrainer
- Cornelisse, Henk (* 1940), niederländischer Radrennfahrer
- Cornelisse, Michel (* 1965), niederländischer Radrennfahrer
- Cornelisse, Tim (* 1978), niederländischer Fußballspieler
- Cornelissen, Adelinde (* 1979), niederländische Dressurreiterin
- Cornelissen, Berend, niederländischer Tischler und Bildschnitzer
- Cornelissen, Christiaan (1864–1942), niederländischer Syndikalist und Autor
- Cornelißen, Christoph (* 1958), deutscher Historiker
- Cornelissen, Georg (* 1954), deutscher Sprachwissenschaftler
- Cornelissen, Lena (* 2000), deutsche Aktivistin, Referentin und Autorin im Bereich Ableismus, Barrierefreiheit und InklusionLena Cornelissen (* 2000)

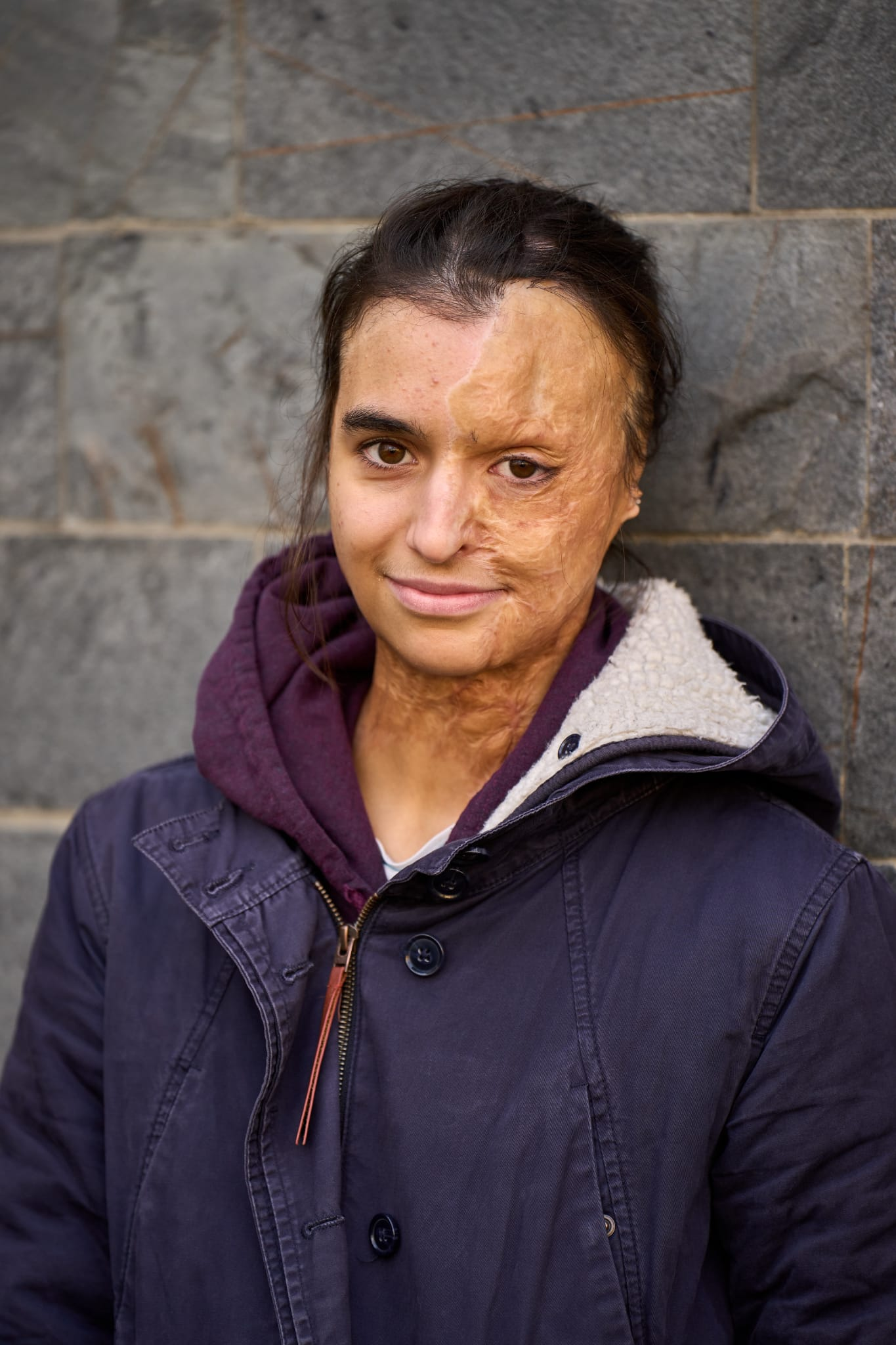
Lena Cornelissen (* 2000)

- Cornelissen, Marije (* 1974), niederländische Politikerin, MdEP
- Cornelissen, Ronald (* 1964), niederländischer römisch-katholischer Geistlicher
- Cornelissen, Thilo (1904–1965), deutscher Musikpädagoge und Komponist
- Cornelissen, Werner (* 1922), deutscher Fußballspieler
- Cornelisz, Jeronimus († 1629), niederländischer Apotheker
- Cornelisz. van Oostsanen, Jacob († 1533), niederländischer Maler
- Corneliszoon, Cornelis, niederländischer Ingenieur, der Erfinder der Sägemühle

###### Corneliu
- Cornelius, antiker römischer Toreut
- Cornelius, Bischof von Antiochien
- Cornelius († 253), Bischof von Rom von März 251 bis Juni 253Cornelius († 253)

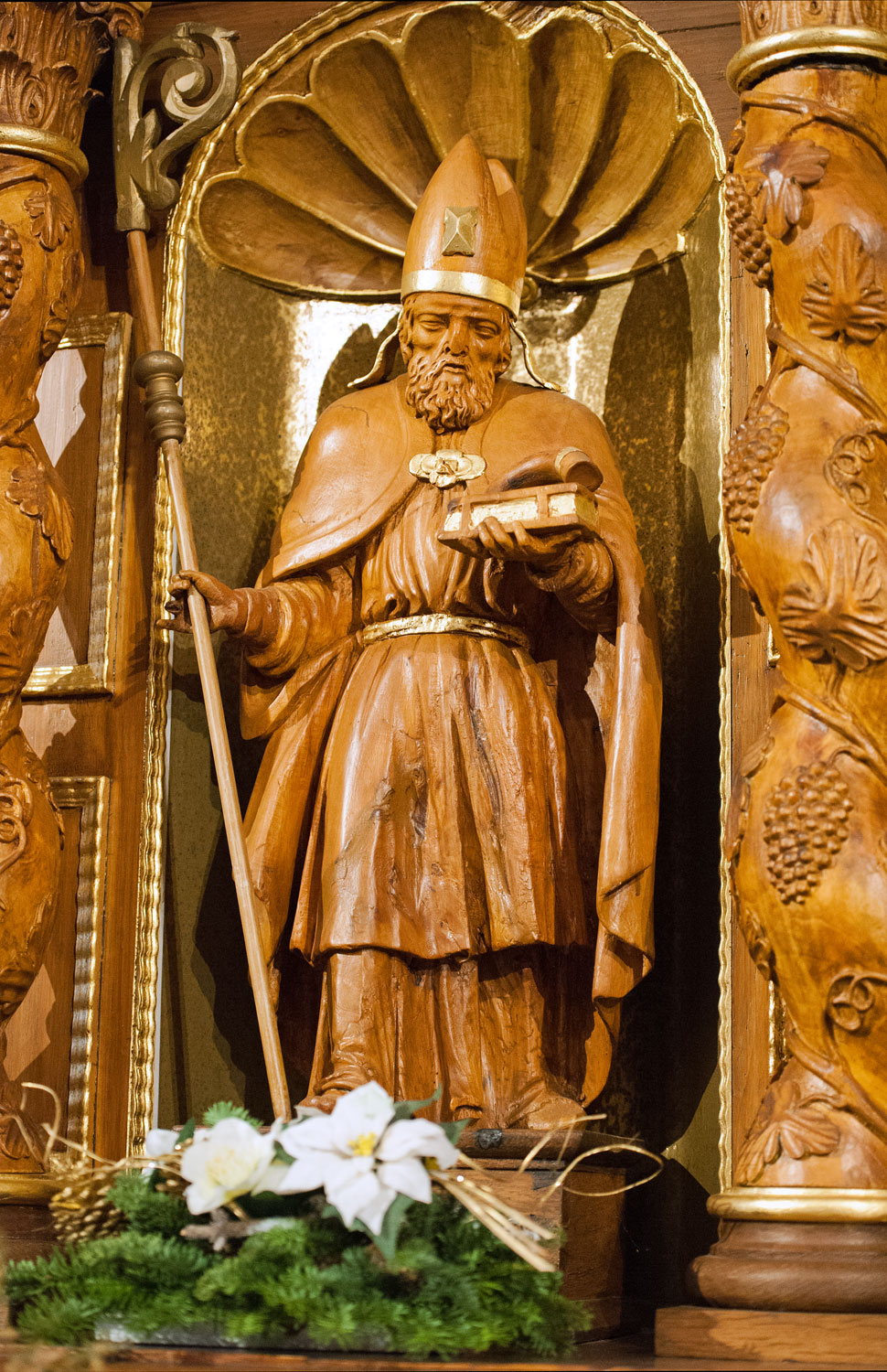
Cornelius († 253)

- Cornelius, Ankläger des Mamercus Aemilius Scaurus
- Cornelius (* 1969), japanischer Musiker und Produzent
- Cornelius Anullinus, Publius, Konsul 199, Stadtpräfekt
- Cornelius Anullinus, Publius, römischer Konsul 216
- Cornelius Arvina, Publius, römischer Konsul 306 und 288 v. Chr.
- Cornelius Balbus, Lucius Maior, römischer Konsul (40 v. Chr.)
- Cornelius Balbus, Lucius Minor, römischer Senator
- Cornelius Blasio, Gnaeus, römischer Politiker, Diplomat und Militär
- Cornelius Blasio, Gnaeus, römischer Konsul (270 v. Chr., 257 v. Chr.) und Senator
- Cornelius Celer, römischer Offizier (Kaiserzeit)
- Cornelius Cethegus, Gaius, römischer Politiker, Konsul 197 v. Chr.
- Cornelius Cethegus, Gaius († 63 v. Chr.), römischer Senator, Teilnehmer an der Catilinarischen Verschwörung
- Cornelius Cethegus, Marcus, römischer Konsul 160 v. Chr.
- Cornelius Cethegus, Marcus († 196 v. Chr.), römischer Konsul
- Cornelius Cethegus, Publius, römischer Konsul 181 v. Chr.
- Cornelius Cethegus, Publius, römischer Politiker zum Endzeit der Republik
- Cornelius Cethegus, Servius, römischer Konsul
- Cornelius Cinna, Lucius, römischer Politiker
- Cornelius Cinna, Lucius, römischer Konsul 127 v. Chr.
- Cornelius Cinna, Lucius, römischer Suffektkonsul 32 v. Chr.
- Cornelius Clemens, Gnaeus Pinarius, römischer Suffektkonsul wohl 72
- Cornelius Clemens, Sextus, römischer Suffektkonsul und Statthalter Dakiens
- Cornelius Cossus Arvina, Aulus, römischer Konsul 343 und 332 v. Chr.
- Cornelius Cossus, Aulus, römischer Konsul 428 v. Chr.
- Cornelius Cossus, Aulus, römischer Diktator 385 v. Chr.
- Cornelius Cossus, Gnaeus, römischer Konsulartribun 406, 404 und 401 v. Chr.
- Cornelius Cossus, Gnaeus, römischer Konsulartribun 414 v. Chr. und Konsul 409 v. Chr.
- Cornelius Cossus, Publius, römischer Konsulartribun 408 v. Chr.
- Cornelius Cossus, Publius, römischer Konsulartribun 415 v. Chr.
- Cornelius Cossus, Publius, römischer Konsulartribun 395 v. Chr.
- Cornelius Dexter, Sextus, römischer Offizier (Kaiserzeit)
- Cornelius Dolabella, Vertrauter des römischen Kaisers Augustus
- Cornelius Dolabella Metilianus Pompeius Marcellus, Servius, römischer Suffektkonsul 113
- Cornelius Dolabella Petronianus, Servius, römischer Konsul 86
- Cornelius Dolabella, Gnaeus, römischer Politiker
- Cornelius Dolabella, Gnaeus, römischer Politiker, Konsul 81 v. Chr.
- Cornelius Dolabella, Gnaeus († 69), römischer Patrizier
- Cornelius Dolabella, Gnaeus, römischer Konsul 159 v. Chr.
- Cornelius Dolabella, Lucius, römischer Politiker und Militär
- Cornelius Dolabella, Publius, Politiker der frühen römischen Kaiserzeit
- Cornelius Dolabella, Publius, römischer Konsul
- Cornelius Dolabella, Publius, römischer Politiker
- Cornelius Dolabella, Publius († 43 v. Chr.), römischer Politiker
- Cornelius Epicadus, freigelassener Sullas, Autor
- Cornelius Felicior, römischer Offizier (Kaiserzeit)
- Cornelius Fuscus († 87), Prätorianerpräfekt Domitians
- Cornelius Gallicanus, Gaius, römischer Suffektkonsul 84
- Cornelius Hermes, antiker römischer Toreut
- Cornelius Laco († 69), Prätorianerpräfekt Galbas
- Cornelius Latinianus, Lucius, römischer Senator zur Zeit Hadrians
- Cornelius Lentulus, römischer Politiker
- Cornelius Lentulus Augur, Gnaeus († 25), römischer Konsul 14 v. Chr.
- Cornelius Lentulus Batiatus, Gnaeus, Besitzer einer Gladiatorenschule in Capua
- Cornelius Lentulus Caudinus, Lucius, römischer Konsul 275 v. Chr.
- Cornelius Lentulus Caudinus, Lucius († 213 v. Chr.), römischer Konsul 237 v. Chr., Zensor 236 v. Chr.
- Cornelius Lentulus Caudinus, Publius, römischer Konsul 236 v. Chr.
- Cornelius Lentulus Caudinus, Publius, römischer Politiker
- Cornelius Lentulus Clodianus, Gnaeus, römischer Konsul 72 v. Chr.
- Cornelius Lentulus Clodianus, Gnaeus, römischer Prätor 59 v. Chr.
- Cornelius Lentulus Crus, Lucius, römischer Konsul 49 v. Chr.
- Cornelius Lentulus Gaetulicus, Gnaeus, römischer Konsul 26
- Cornelius Lentulus Gaetulicus, Gnaeus, römischer Suffektkonsul 55
- Cornelius Lentulus Lupus, Lucius, römischer Konsul 156 v. Chr.
- Cornelius Lentulus Maluginensis, Servius († 23), römischer Suffektkonsul 10
- Cornelius Lentulus Marcellinus, Gnaeus, römischer Konsul 56 v. Chr.
- Cornelius Lentulus Marcellinus, Publius, römischer Konsul des Jahres 18 v. Chr.
- Cornelius Lentulus Niger, Lucius († 56 v. Chr.), römischer Politiker
- Cornelius Lentulus Scipio, Publius, römischer Suffektkonsul 24
- Cornelius Lentulus Scipio, Publius, römischer Suffektkonsul 2
- Cornelius Lentulus Spinther, Publius, römischer Politiker der späten Republik
- Cornelius Lentulus Sura, Publius († 63 v. Chr.), römischer Konsul 71 v. Chr.
- Cornelius Lentulus, Cossus, römischer Konsul 25
- Cornelius Lentulus, Cossus, römischer Politiker und Militär
- Cornelius Lentulus, Cossus, römischer Konsul 60
- Cornelius Lentulus, Gnaeus († 184 v. Chr.), römischer Konsul 201 v. Chr.
- Cornelius Lentulus, Gnaeus, römischer Konsul 146 v. Chr.
- Cornelius Lentulus, Gnaeus, römischer Politiker, Konsul 97 v. Chr.
- Cornelius Lentulus, Gnaeus, römischer Konsul des Jahres 18 v. Chr.
- Cornelius Lentulus, Lucius, römischer Konsul 199 v. Chr.
- Cornelius Lentulus, Lucius, römischer Konsul 327 v. Chr.
- Cornelius Lentulus, Lucius, römischer Politiker
- Cornelius Lentulus, Lucius († 130 v. Chr.), römischer Konsul 130 v. Chr.
- Cornelius Lentulus, Lucius, römischer Prokonsul 82 v. Chr.
- Cornelius Lentulus, Lucius, römischer Konsul 3 v. Chr.
- Cornelius Lentulus, Publius, römischer Suffektkonsul 162 v. Chr.
- Cornelius Lentulus, Publius, römischer Proprätor Westsiziliens 213/212 v. Chr.
- Cornelius Lentulus, Servius, römischer Konsul 303 v. Chr.
- Cornelius Lentulus, Servius, römischer Proprätor Siziliens 169 v. Chr.
- Cornelius Lucretianus, Gaius, römischer Offizier (Kaiserzeit)
- Cornelius Lupus, römischer Senator
- Cornelius Maluginensis Uritinus, Lucius, römischer Konsul 457 v. Chr.
- Cornelius Maluginensis, Marcus, römischer Decemvir 450 v. Chr.
- Cornelius Maluginensis, Marcus, römischer Konsul 436 v. Chr.
- Cornelius Maluginensis, Publius, römischer Konsul 393 v. Chr.
- Cornelius Maluginensis, Servius, römischer Konsul 485 v. Chr.
- Cornelius Maluginensis, Servius, siebenmal römischer Konsulartribun (zwischen 386 und 368 v. Chr.)
- Cornelius Merenda, Servius, römischer Konsul 274 v. Chr.
- Cornelius Merula, Gnaeus, römischer Gesandter in Ägypten (162 und 154 v. Chr.)
- Cornelius Merula, Lucius, römischer Politiker
- Cornelius Merula, Lucius († 87 v. Chr.), römischer Politiker
- Cornelius Minicianus, Gaius, römischer Beamter zur Zeit Trajans
- Cornelius Nigrinus Curiatius Maternus, Marcus, römischer Suffektkonsul 83 und General
- Cornelius Orestes, römischer Suffektkonsul (85)
- Cornelius Orestinus, Publius, Comes des Tiberius oder Germanicus
- Cornelius Palma Frontonianus, Aulus († 118), römischer Konsul (99 und 109)
- Cornelius Philomusus, Publius, römischer Maler
- Cornelius Pinus, römischer Maler
- Cornelius Priscianus († 145), römischer Politiker
- Cornelius Priscus, Quintus, römischer Militär zu Zeit des Tiberius
- Cornelius Priscus, Sextus Subrius Dexter, römischer Suffektkonsul 104
- Cornelius Proculus, Statthalter (133 bis 134)
- Cornelius Proculus, Gnaeus Arrius, römischer Suffektkonsul 145
- Cornelius Proculus, Quintus, römischer Suffektkonsul 146
- Cornelius Pulcher, Gnaeus, römischer Politiker zur Zeit Trajans und Hadrians
- Cornelius Pusio Annius Messalla, Lucius, römischer Suffektkonsul 90
- Cornelius Pusio, Lucius, römischer Suffektkonsul zur Zeit des Vespasian
- Cornelius Quadratus, Quintus, römischer Suffektkonsul 147
- Cornelius Repentinus, Stadtpräfekt von Rom während der Regentschaft von Didius Iulianus
- Cornelius Repentinus, Sextus, Prätorianerpräfekt unter Marc Aurel und Antoninus Pius
- Cornelius Rufinus, Publius, römischer Konsul 290 und 277 v. Chr.
- Cornelius Rutilus Cossus, Publius, römischer Diktator 408 v. Chr. und Konsulartribun 406 v. Chr.
- Cornelius Scapula, Publius, römischer Konsul 328 v. Chr.
- Cornelius Scipio Aemilianus Africanus, Publius (185 v. Chr.–129 v. Chr.), römischer Feldherr und Politiker, zerstörte Karthago
- Cornelius Scipio Africanus, Publius (235 v. Chr.–183 v. Chr.), Feldherr und Staatsmann des Römischen ReichesPublius Cornelius Scipio Africanus (235 v. Chr.–183 v. Chr.)

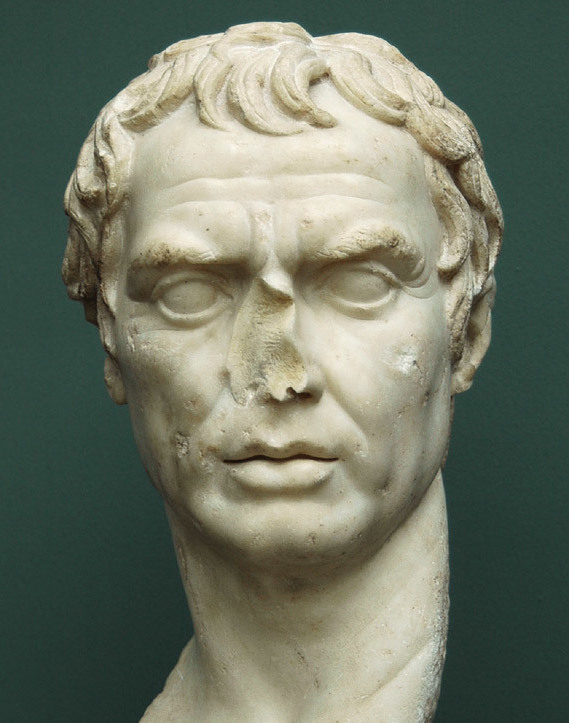
Publius Cornelius Scipio Africanus (235 v. Chr.–183 v. Chr.)

- Cornelius Scipio Asiaticus, Lucius, römischer Politiker, Konsul 83 v. Chr.
- Cornelius Scipio Asiaticus, Publius, römischer Suffektkonsul 68
- Cornelius Scipio Asina, Publius, römischer Konsul 221 v. Chr.
- Cornelius Scipio Barbatus, Lucius, römischer Konsul 298 v. Chr.
- Cornelius Scipio Calvus, Gnaeus († 211 v. Chr.), römischer Feldherr und Staatsmann
- Cornelius Scipio Hispallus, Gnaeus, römischer Konsul 176 v. Chr.
- Cornelius Scipio Hispanus, Gnaeus, römischer Prätor 139 v. Chr.
- Cornelius Scipio Maluginensis, Marcus, römischer Prätor 176 v. Chr.
- Cornelius Scipio Nasica Corculum, Publius († 141 v. Chr.), römischer Politiker und Senator
- Cornelius Scipio Nasica Serapio, Publius († 132 v. Chr.), römischer Senator, Pontifex Maximus, Konsul 138 v. Chr.
- Cornelius Scipio Nasica Serapio, Publius († 111 v. Chr.), römischer Konsul 111 v. Chr.
- Cornelius Scipio Nasica, Publius, römischer Prätor 93 v. Chr.
- Cornelius Scipio Nasica, Publius, römischer Konsul im Jahr 191 v. Chr.
- Cornelius Scipio Salvidienus Orfitus, Servius (Konsul 110), römischer Konsul
- Cornelius Scipio Salvidienus Orfitus, Servius (Konsul 149), römischer Konsul
- Cornelius Scipio Salvidienus Orfitus, Servius (Konsul 178), römischer Konsul
- Cornelius Scipio Salvidienus Orfitus, Servius, römischer Konsul 51
- Cornelius Scipio Salvidienus Orfitus, Servius, römischer Suffektkonsul während der Herrschaft Domitians
- Cornelius Scipio, Lucius, römischer Konsul 259 v. Chr., Feldherr, Triumphator und Zensor
- Cornelius Scipio, Lucius, römischer Politiker und Militär
- Cornelius Scipio, Lucius, römischer Prätor 174 v. Chr.
- Cornelius Scipio, Publius, römischer Konsul
- Cornelius Scipio, Publius, römischer Konsulartribun 395 v. Chr.
- Cornelius Scipio, Publius, römischer Prätor 174 v. Chr.
- Cornelius Scipio, Publius, römischer Senator zur Zeit des Augustus
- Cornelius Scipio, Publius († 211 v. Chr.), Feldherr und Staatsmann des Römischen Reiches
- Cornelius Scipio, Publius, römischer Konsul 56
- Cornelius Senecio Annianus, Quintus, römischer Suffektkonsul in antoninischer Zeit
- Cornelius Severus, römischer augusteischer Dichter
- Cornelius Sulla Felix († 21), römischer Priester, Nachkomme Sullas
- Cornelius Sulla Felix, Faustus († 62), römischer Konsul 52
- Cornelius Sulla Felix, Lucius, römischer Konsul 33
- Cornelius Sulla, Faustus († 46 v. Chr.), Sohn des römischen Diktators Sulla
- Cornelius Sulla, Faustus, römischer Suffektkonsul 31
- Cornelius Sulla, Lucius, römischer Konsul 5 v. Chr.
- Cornelius Sulla, Publius, römischer Prätor 212 v. Chr.
- Cornelius Sulla, Publius († 46 v. Chr.), römischer designierter Konsul des Jahres 65 v. Chr.
- Cornelius Tlepolemos, griechischer Maler
- Cornelius Urbicus, Gnaeus, römischer Suffektkonsul (113)
- Cornelius Vessonianus, Gaius, römischer Offizier (Kaiserzeit)
- Cornelius von Burgund († 1452), Herr von Beveren und Vlissingen sowie Gouverneur und Generalkapitän des Herzogtums Luxemburg
- Cornelius, Albert (1915–2011), deutscher autodidaktischer Maler
- Cornelius, Aloys (1748–1800), deutscher Historienmaler und Zeichner sowie Lehrer an der Kunstakademie Düsseldorf und Inspektor der Sammlung
- Cornelius, Andreas (* 1993), dänischer Fußballspieler
- Cornelius, Auguste (1826–1890), deutsche Schriftstellerin
- Cornelius, Carl Adolph (1819–1903), deutscher Historiker
- Cornelius, Carl Maria (1868–1945), deutscher Kunsthistoriker
- Cornelius, Corky (1914–1943), US-amerikanischer Jazz-Trompeter
- Cornelius, Dean (* 2001), schottischer Fußballspieler
- Cornelius, Derek (* 1997), kanadisch-jamaikanischer Fußballspieler
- Cornelius, Don (1936–2012), US-amerikanischer Fernsehproduzent und Moderator
- Cornelius, Ernst-August (1898–1983), deutscher Maschinenbauingenieur und Hochschullehrer
- Cornelius, Everton (* 1955), Sprinter und Sportfunktionär aus Antigua und Barbuda
- Cornelius, Friedrich (1817–1885), deutscher Richter und Landrat
- Cornelius, Friedrich (1893–1976), deutscher Althistoriker
- Cornelius, Gaius, römischer Ritter, Anhänger und Mitverschwörer Catilinas
- Cornelius, Gaius, römischer Politiker
- Cornelius, Hans (1863–1947), deutscher Philosoph, Psychologe und Pädagoge
- Cornelius, Hans Peter (1888–1950), deutscher Geologe
- Cornelius, Helen (1941–2025), US-amerikanische Country-MusikerinHelen Cornelius (1941–2025)

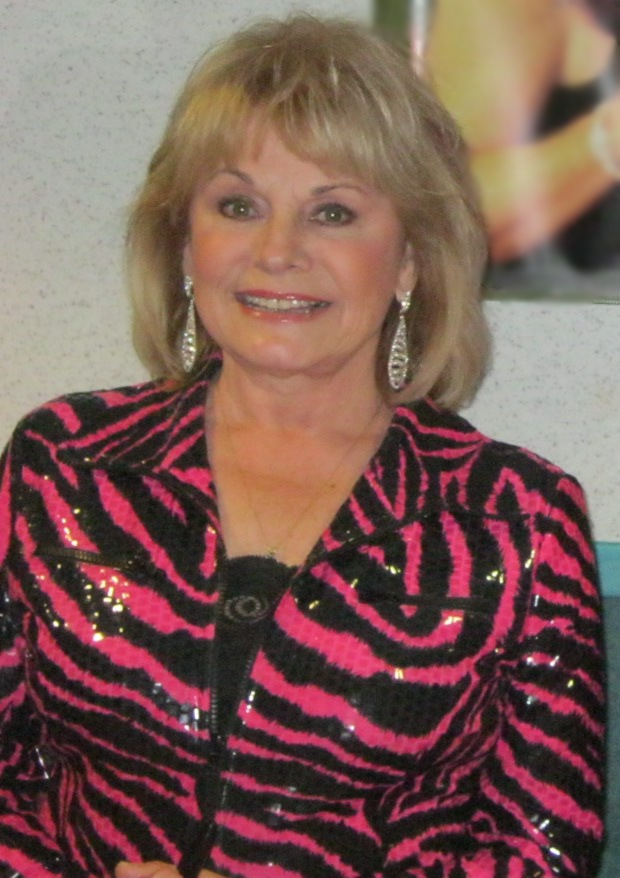
Helen Cornelius (1941–2025)

- Cornelius, Henry (1855–1941), deutscher Reichsgerichtsrat
- Cornelius, Henry (1913–1958), südafrikanisch-britischer Filmregisseur, Drehbuchautor, Filmproduzent und Filmeditor
- Cornelius, Hermann (1898–1945), deutscher Widerstandskämpfer gegen den Nationalsozialismus
- Cornelius, Ignaz (* 1764), deutscher Kupferstecher, Maler, Schauspieler und Dramatiker
- Cornelius, Ingeborg (1930–2023), österreichische Schauspielerin
- Cornelius, Jan (* 1950), deutscher Schriftsteller
- Cornelius, Jan (* 1953), ostfriesischer Liedermacher
- Cornelius, Joachim (1934–2012), deutscher Politiker
- Cornelius, Josef (1849–1943), deutscher Mundartdichter
- Cornelius, Josef Gerhard (1783–1843), deutscher Theaterschauspieler und -regisseur
- Cornelius, Jürn (* 1957), deutscher Musiker, Komponist, Schauspieler und Produzent
- Cornelius, Kai (* 1971), deutscher Jurist
- Cornelius, Karl (1868–1938), deutscher Architekt und Baubeamter
- Cornelius, Karl Sebastian (1819–1896), deutscher Physiker
- Cornelius, Kurt (1893–1966), deutscher Politiker (CDU), MdL
- Cornelius, Lambert (1778–1823), deutscher Maler und Zeichenlehrer an der Kunstakademie Düsseldorf
- Cornelius, Patrick (* 1978), US-amerikanischer Jazzmusiker
- Cornelius, Peter (1824–1874), deutscher Komponist und Dichter
- Cornelius, Peter (1913–1970), deutscher Fotograf und Fotojournalist
- Cornelius, Peter (* 1951), österreichischer Liedermacher und GitarristPeter Cornelius (* 1951)

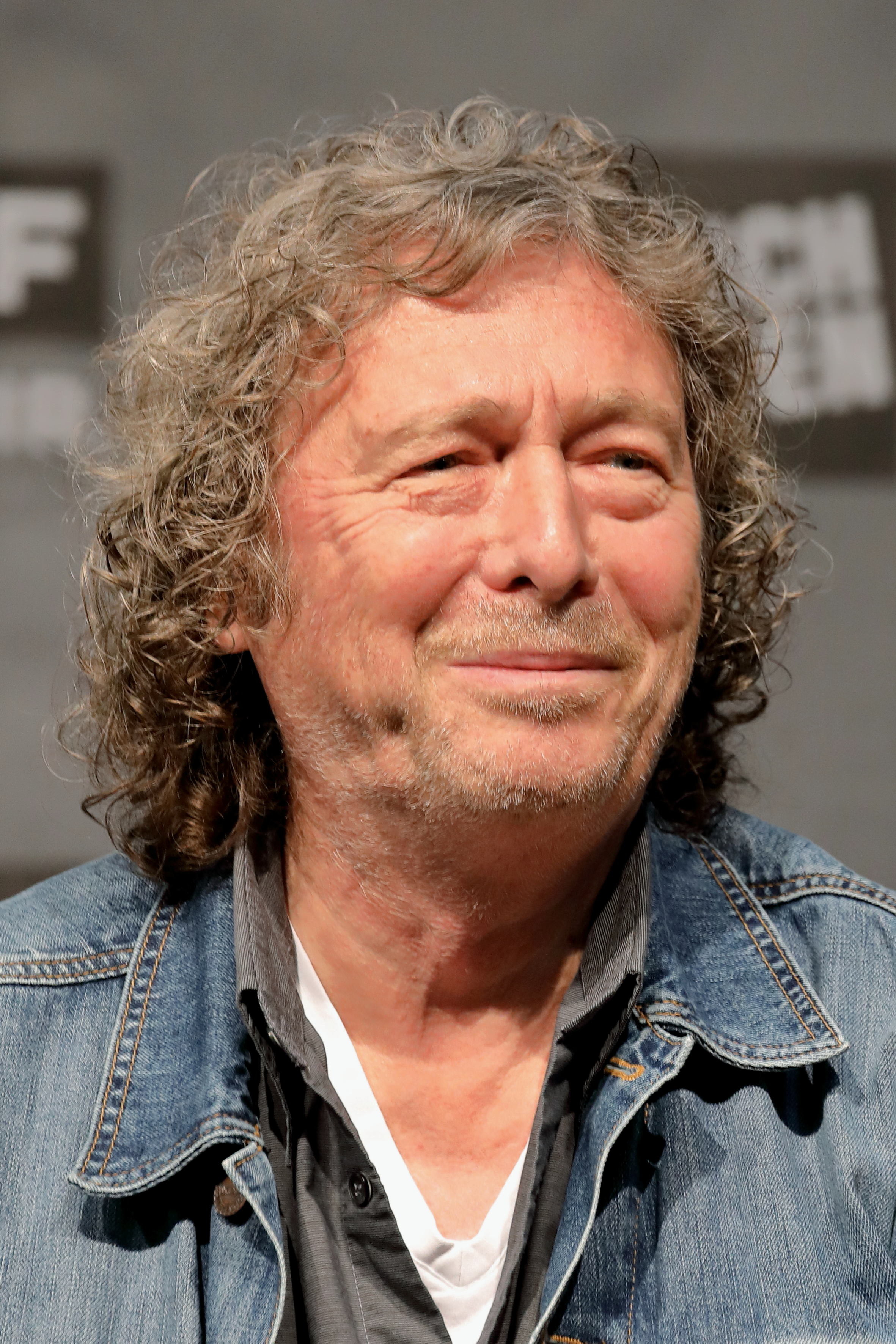
Peter Cornelius (* 1951)

- Cornelius, Peter von (1783–1867), deutscher Maler
- Cornelius, Reiner (1926–2020), deutscher Maler und Schriftsteller
- Cornelius, Robert (1809–1893), US-amerikanischer Pionier der Fotografie
- Cornelius, Thomas (* 1986), deutscher Komponist, Organist und Dirigent
- Cornelius, Tiffany (* 1989), luxemburgische Tennisspielerin
- Cornelius, Trude (1906–1981), deutsche Kunsthistorikerin, Denkmalpflegerin und stellvertretende Landeskonservatorin
- Cornelius, Ulrich († 1464), deutscher Kaufmann und Ratsherr der Hansestadt Lübeck
- Cornelius, Violette (1919–1998), niederländische Fotografin
- Cornelius, Wilhelm (* 1809), deutscher Schriftsteller und Verlagsbuchhändler
- Cornelius, Wilhelm (1915–1996), deutscher Bauingenieur und Erfinder
- Cornelius-Bundschuh, Jochen (* 1957), deutscher evangelischer Theologe und designierter Landesbischof der Badischen Landeskirche
- Cornelius-Furlani, Marta (1886–1974), österreichische Geologin und Lehrerin
- Cornelius-Hahn, Reinhardt O. (* 1947), deutscher Schriftsteller und Verleger
- Corneliussen, Elias (1881–1951), norwegischer Konteradmiral
- Corneliussen, Stephanie (* 1987), dänische Fernseh- und Filmschauspielerin sowie ModelStephanie Corneliussen (* 1987)

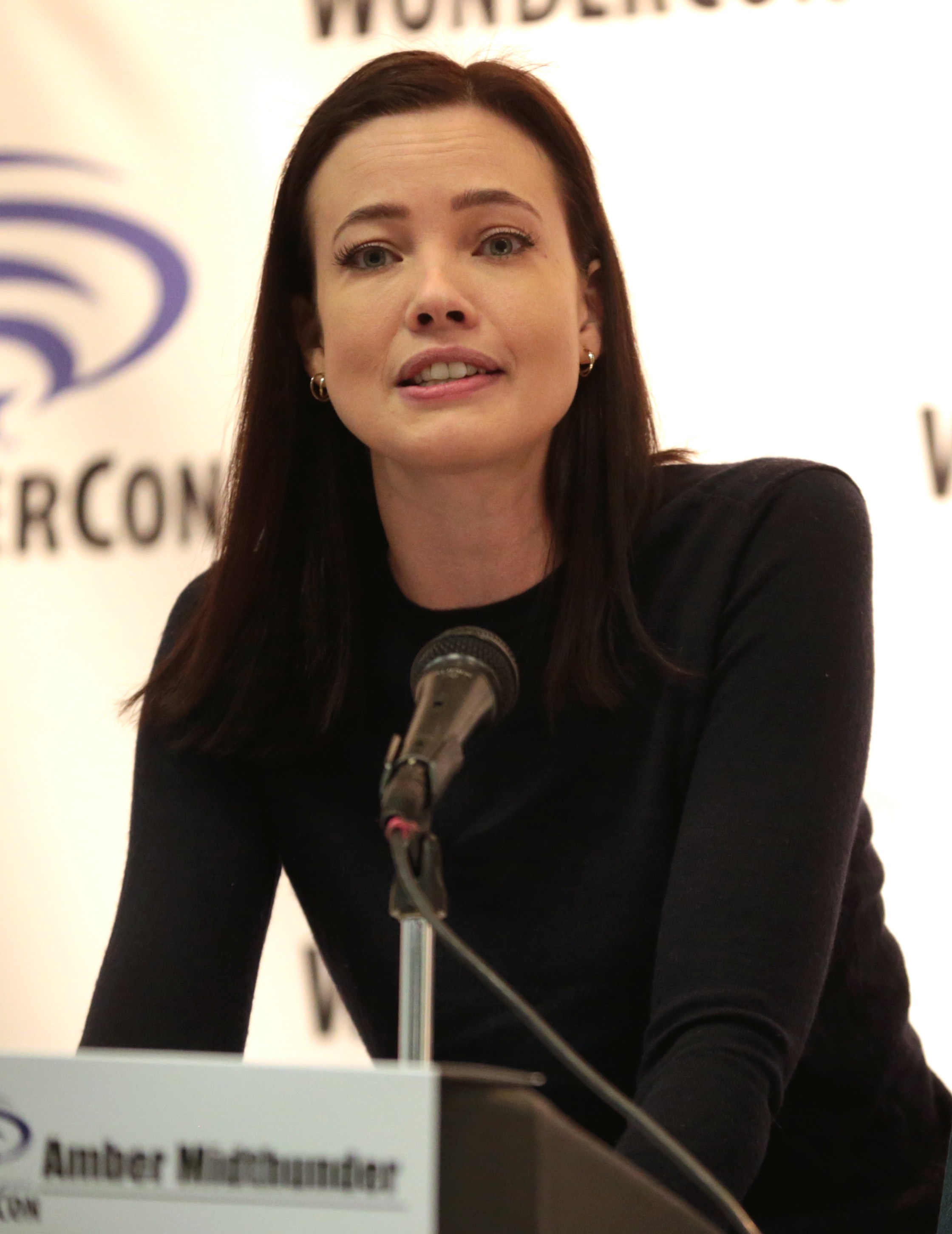
Stephanie Corneliussen (* 1987)

- Corneliussen, Thomas (* 1972), dänischer Schauspieler
- Corneliussen, Torleiv (1890–1975), norwegischer Segler
- Corneliusson, Dan (* 1961), schwedischer Fußballspieler
- Corneliusson, Karl (* 1976), schwedischer Fußballspieler

##### Cornell
- Cornell, Alonzo B. (1832–1904), US-amerikanischer Politiker
- Cornell, C. Allin (1938–2007), US-amerikanischer Bauingenieur
- Cornell, Chris (1964–2017), US-amerikanischer SängerChris Cornell (1964–2017)

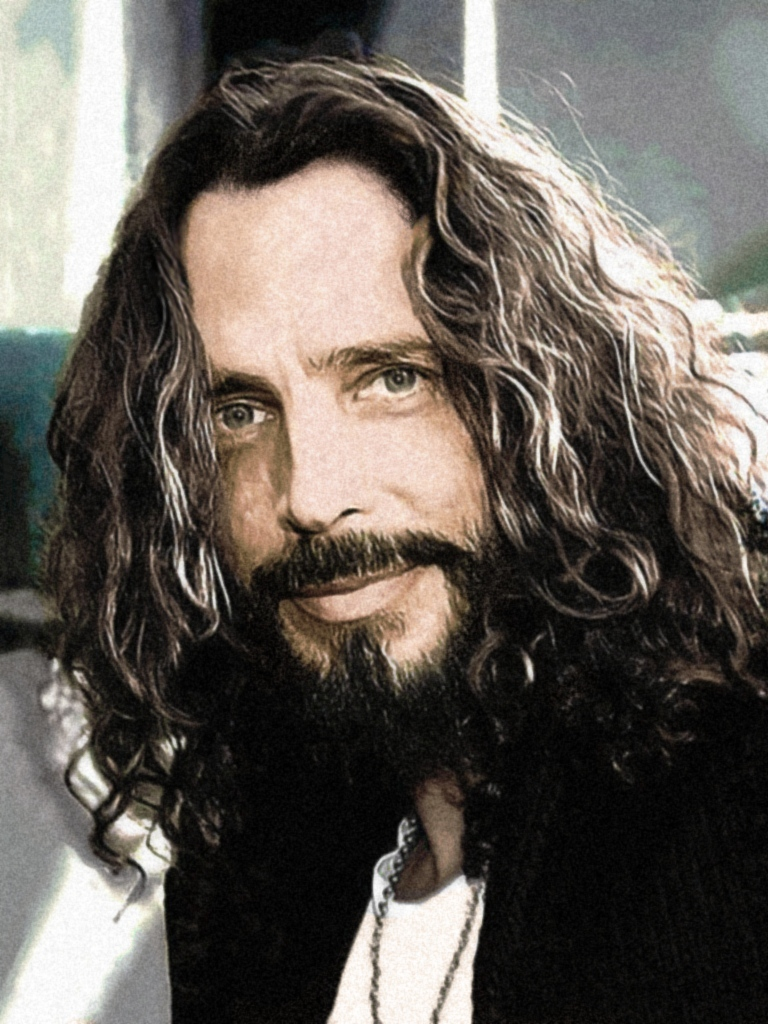
Chris Cornell (1964–2017)

- Cornell, Don (1919–2004), US-amerikanischer Sänger der 1940er und 1950er
- Cornell, Drucilla (1950–2022), US-amerikanische Hochschullehrerin für Rechtswissenschaften, Frauenforschung und Politikwissenschaften
- Cornell, Ellie (* 1963), US-amerikanische Schauspielerin und Filmproduzentin
- Cornell, Eric Allin (* 1961), US-amerikanischer Physiker und Nobelpreisträger
- Cornell, Ezekiel (1732–1800), US-amerikanischer Politiker
- Cornell, Ezra (1807–1874), US-amerikanischer Unternehmer und Politiker
- Cornell, John (1941–2021), australischer Regisseur, Drehbuchautor und Filmproduzent
- Cornell, John Henry (1828–1894), US-amerikanischer Komponist, Organist und Lehrbuchautor
- Cornell, Joseph (1903–1972), US-amerikanischer Bildhauer, Maler und Experimentalfilmer
- Cornell, Katharine (1893–1974), US-amerikanische Schauspielerin
- Cornell, Pamela (1928–1987), britische Filmarchitektin und Requisiteurin
- Cornell, Paul (* 1967), britischer Science-Fiction- und Comic-Autor
- Cornell, Robert John (1919–2009), US-amerikanischer Politiker und römisch-katholischer Priester
- Cornell, Thomas (1814–1890), US-amerikanischer Politiker
- Cornell-Douty, Sheila (* 1962), US-amerikanische Softballspielerin
- Cornelli, Kitty, Theaterschauspielerin und Sängerin
- Cornellie, Émile (1869–1945), belgischer Segler
- Cornellie, Florimond (1894–1978), belgischer Segler

##### Cornelo
- Corneloup, François (* 1963), französischer Jazzmusiker

##### Cornels
- Cornels, Dieter (1938–2016), deutscher Maler und Galerist
- Cornelsen, Christopher, deutscher Filmproduzent und Filmregisseur
- Cornelsen, Claudia (* 1966), deutsche Autorin
- Cornelsen, Dirk (1940–2021), deutscher Journalist, Publizist und Rezitator
- Cornelsen, Franz (1868–1951), deutscher Regierungsbeamter und Abgeordneter
- Cornelsen, Franz (1908–1989), deutscher Verleger, der zu den historischen Bewohnern der Künstlerkolonie Berlin zählt
- Cornelsen, Hildegard (1905–1981), deutsche Schulbuchautorin, Verlegerin und Grafikerin
- Cornelsen, Horst (1909–1997), deutscher Journalist, Schriftsteller und Verleger
- Cornelsen, Johann (1831–1892), deutscher Weinhändler und Politiker (NLP), MdR
- Cornelssen, Inse (* 1940), deutsche Volkswirtin und emeritierte Professorin für Volkswirtschaftslehre

##### Cornely
- Cornely, Friedrich Leopold (1824–1885), deutscher Notar und Politiker
- Cornely, Karl (1830–1908), deutscher Jesuit und Hochschullehrer für Exegese an der Gregoriana
- Cornely, Oliver A. (* 1967), deutscher Facharzt und Professor der Medizin
- Cornély-Wilczek, Frank (1914–2005), deutscher Musiker, Komponist, Musikproduzent und Arrangeur
- Cornelys, Teresa (1723–1797), italienische Opernsängerin und Unternehmerin

#### Corneo
- Corneo, Giacomo (* 1963), italienischer Wirtschaftswissenschaftler

#### Corner
- Corner, Alvise († 1566), italienischer Humanist, Agrarökonom, Schriftsteller, Villenbesitzer und Mäzen
- Corner, Caterina († 1408), Dogaressa von Venedig
- Corner, Chris (* 1974), englischer Musiker und SongschreiberChris Corner (* 1974)

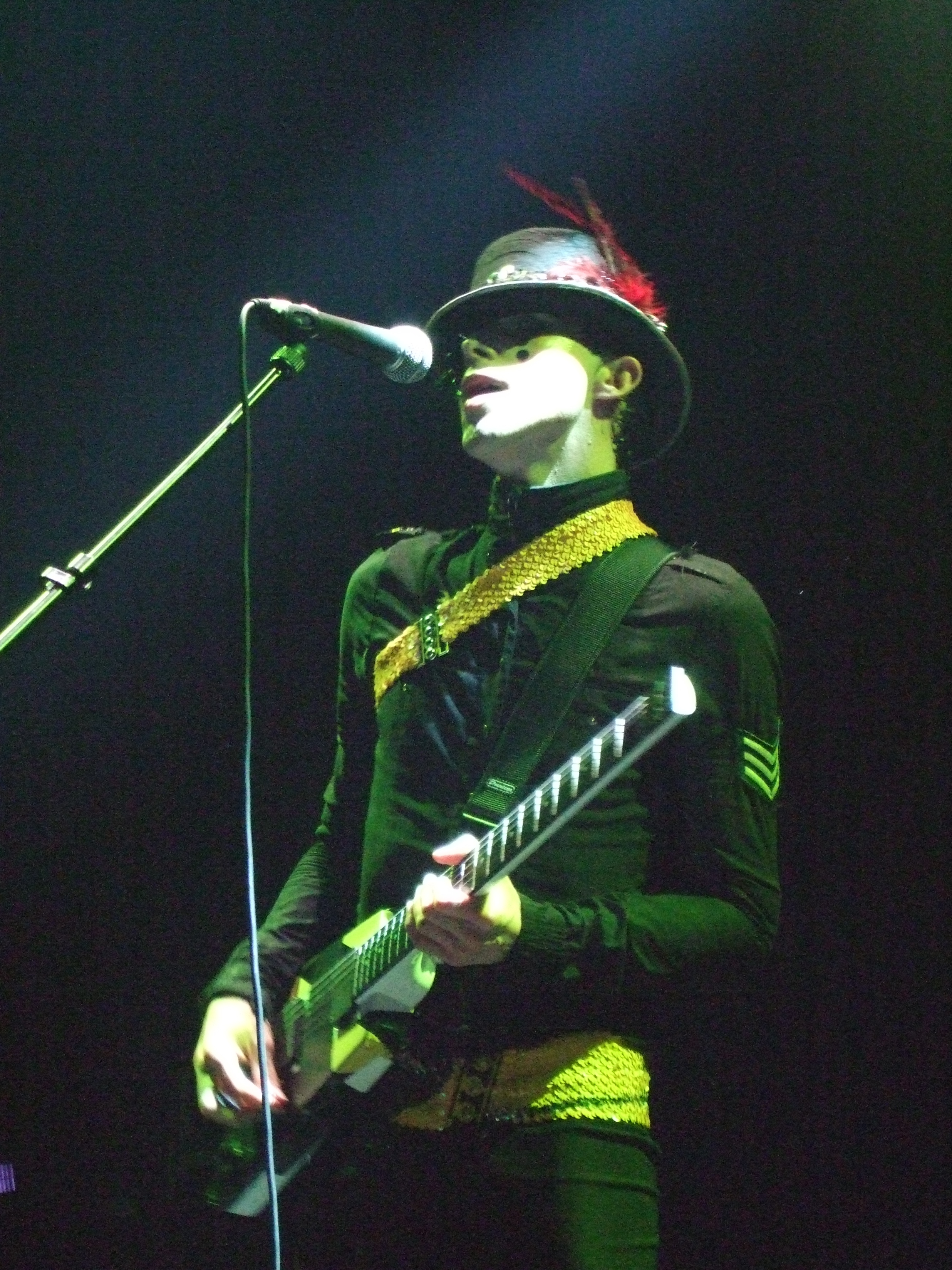
Chris Corner (* 1974)

- Corner, Christoph (1518–1594), deutscher Universitätsprofessor und Generalsuperintendent
- Corner, David (* 1966), englischer Fußballspieler
- Corner, David Gregor (1585–1648), katholischer Pfarrer, Abt und Autor
- Corner, Edred John Henry (1906–1996), britischer Botaniker und Mykologe
- Corner, Flaminio (1693–1778), venezianischer Historiker
- Corner, Francesco (1585–1656), 101. Doge von Venedig
- Corner, George W. (1889–1981), US-amerikanischer Anatom und Embryologe
- Corner, Giovanni I. (1551–1629), Doge von Venedig (1625–1629)
- Corner, Giovanni II. (1647–1722), Doge von Venedig (1709 bis 1722), letzter Doge der Familie Corner
- Corner, Harry (1874–1938), britischer Cricketspieler
- Corner, Laura († 1729), venezianische Dogaressa, Ehefrau des Dogen Giovanni II. Corner
- Corner, Marco († 1368), Doge von Venedig
- Corner, Philip (* 1933), US-amerikanischer Komponist, Trompeter, Alphornist, Pianist, Sänger, Fluxuskünstler, Musiktheoretiker und bildender Künstler
- Corner, Pisana († 1769), venezianische Dogaressa, Ehefrau des Dogen Alvise Mocenigo IV.
- Cornereau, Gaston (1888–1944), französischer Fechter
- Cornero, Lola (1892–1980), Stummfilmschauspielerin, Kabarettsängerin und Operettendiva
- Cornero, Miguel Ángel (1952–1999), argentinischer Fußballspieler
- Cornerut, Franz Peter von (1734–1808), preußischer Generalmajor und zuletzt Kommandant der Festung Brieg

#### Cornes
- Cornes, Carlos (* 1989), spanischer Squashspieler
- Cornes, Chris (* 1986), englischer Fußballspieler
- Cornes, Jerry (1910–2001), britischer Mittelstreckenläufer
- Corneschi, Ilie (* 1991), rumänischer Leichtathlet

#### Cornet
- Cornet, Alizé (* 1990), französische Tennisspielerin
- Cornet, Cayetano (* 1963), spanischer Sprinter
- Cornet, François-Léopold (1834–1887), belgischer Geologe und Hochschulprofessor
- Cornet, Franziska (1808–1870), deutsche Opernsängerin (Sopran) und Gesangspädagogin
- Cornet, Georg (1858–1915), deutscher Mediziner und Pionier der Tuberkuloseforschung
- Cornet, George (1877–1952), britischer Wasserballspieler
- Cornet, Henri (1884–1941), französischer RadrennfahrerHenri Cornet (1884–1941)

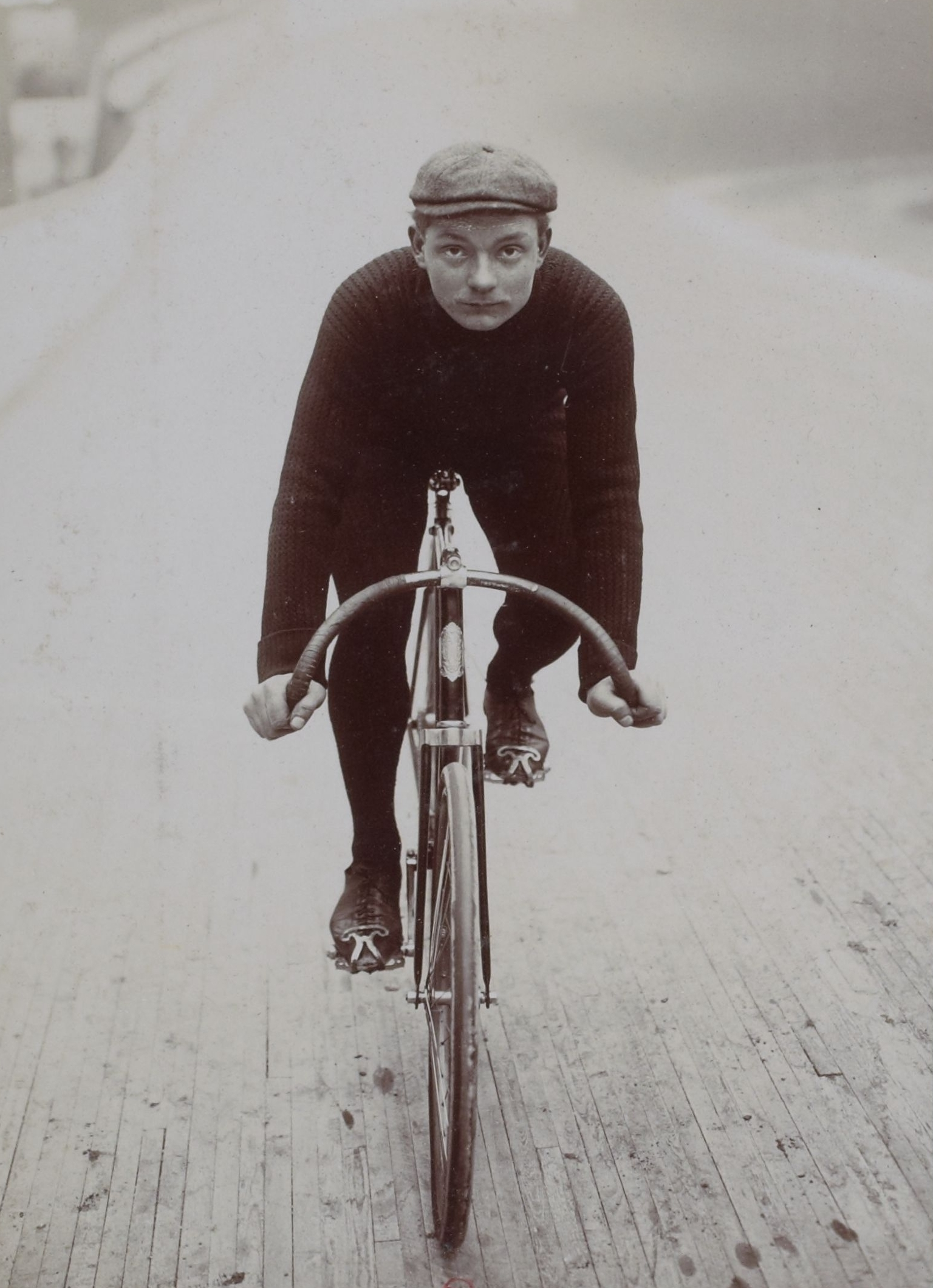
Henri Cornet (1884–1941)

- Cornet, Jules (1865–1929), belgischer Geologe und Hochschulprofessor
- Cornet, Julius (1793–1860), österreichischer Opernsänger (Tenor) und Theaterdirektor
- Cornet, Lynda (* 1962), niederländische Ruderin
- Cornet, Maxwel (* 1996), französisch-ivorischer Fußballspieler
- Cornet, Pieter († 1633), flämischer Komponist und Organist der Renaissance
- Cornet, Séverin († 1582), franko-flämischer Komponist, Kapellmeister und Sänger der Renaissance
- Cornets de Groot van Kraaijenburg, Jean Pierre (1808–1878), niederländischer Politiker
- Cornett, Günter (* 1960), deutscher Spieleautor und -Verleger
- Cornett, Matt (* 1998), US-amerikanischer Schauspieler
- Cornett, R. Orin (1913–2002), amerikanischer Physiker, Universitätsprofessor und -administrator
- Cornett, Samantha (* 1991), kanadische Squashspielerin
- Cornette, Deimantė (* 1989), litauische Schachspielerin
- Cornette, Jim (* 1961), US-amerikanischer Manager, Kommentator, Promoter und Booker im WrestlingJim Cornette (* 1961)

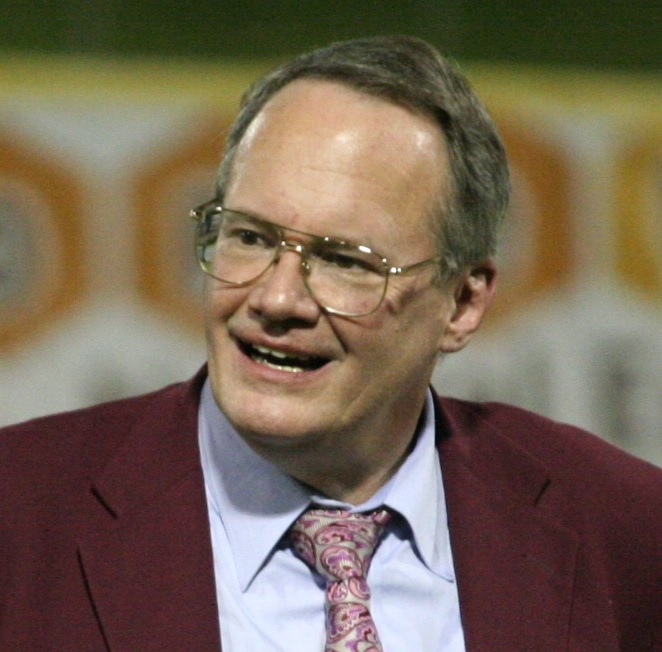
Jim Cornette (* 1961)

- Cornette, Matthieu (* 1985), französischer Schachspieler
- Cornette, Quentin (* 1994), französischer Fußballspieler

#### Cornev
- Corneville, Martial, Friseur und Perückenmacher beim Film

#### Cornew
- Cornewall, John, 1. Baron Fanhope († 1443), englischer Adliger und Militär

#### Corney
- Corney, Ed (1933–2019), amerikanischer Bodybuilder
- Corney, Liberto (1905–1955), uruguayischer Boxer

#### Cornez
- Cornez, Émile (1900–1967), belgischer Gouverneur
- Cornez, Marco (1957–2022), chilenischer Fußballtorhüter

### Cornf
- Cornfeld, Bernard (1927–1995), rumänisch-US-amerikanischer Unternehmer
- Cornfeld, Stuart (1952–2020), US-amerikanischer Filmproduzent
- Cornfield, Hubert (1929–2006), US-amerikanischer Filmregisseur, -produzent und Drehbuchautor
- Cornfield, Klaus (* 1964), deutscher Musiker und Comiczeichner
- Cornford, Frances (1886–1960), britische Dichterin
- Cornford, Francis Macdonald (1874–1943), englischer Altphilologe
- Cornford, Robert (1940–1983), britischer Komponist und Dirigent
- Cornforth, Arthur (1861–1938), US-amerikanischer Politiker
- Cornforth, Fanny (1835–1906), britisches Modell; Muse der Präraffaeliten
- Cornforth, John W. (1917–2013), australischer Chemiker, Chemienobelpreisträger

### Corni
- Corni, Gustavo (* 1952), italienischer Historiker
- Cornic, Émile (1894–1964), französischer Degenfechter
- Cornicelius, Georg (1825–1898), deutscher Maler und Zeichner
- Cornici, Maricica (1982–2005), rumänische Nonne
- Cornick, Glenn (1947–2014), britischer Rockmusiker, Bassist
- Cornides, Karl (1911–1989), deutscher Journalist und Verleger
- Cornides, Wilhelm (1920–1966), deutscher Publizist, Verfasser des Cornides-Berichts und nach 1945 Mitgründer der „Deutschen Gesellschaft für Auswärtige Politik“
- Corniel Amaro, Julio César (* 1958), dominikanischer Geistlicher und Bischof von Puerto Plata
- Cornielje, Clemens (1958–2022), niederländischer Politiker
- Cornière, Yves (1934–2011), französischer Kirchenmusiker und Komponist
- Cornies, Johann (1789–1848), deutscher Mennonit
- Cornificia (* 160), Tochter des römischen Kaisers Marc Aurel
- Cornificius, Lucius, römischer Konsul 35 v. Chr.
- Corniglion-Molinier, Édouard (1898–1963), französischer Politiker (RPF, UNR), Abgeordneter, Senator und Minister
- Cornil, Antoine (* 1998), belgischer Volleyballspieler
- Cornil, Christelle (* 1977), belgische Schauspielerin
- Cornil, Modeste (1830–1898), belgischer Rechtswissenschaftler
- Cornil, Victor André (1837–1908), französischer Pathologe und Histologe
- Cornill, Carl Heinrich (1854–1920), deutscher evangelischer Theologe
- Cornillac, Clovis (* 1968), französischer SchauspielerClovis Cornillac (* 1968)

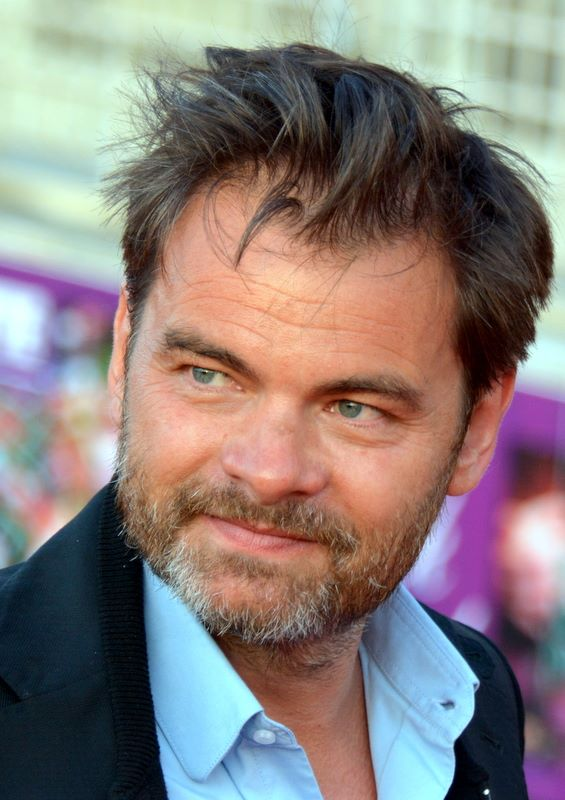
Clovis Cornillac (* 1968)

- Cornillet, Bruno (* 1963), französischer Radrennfahrer
- Cornillet, Thierry (* 1951), französischer Politiker (UDF), Mitglied der Nationalversammlung, MdEP
- Cornillier, Pierre Émile (1862–1948), französischer Maler, Lithograf und Essayist
- Cornillon, Luc (* 1957), französischer Comiczeichner und Illustrator
- Cornils, Boy (1938–2024), deutscher Chemiker
- Cornils, Matthias (* 1965), deutscher Jurist und Hochschullehrer
- Cornils, Peter Wilhelm (1793–1844), deutscher Advokat
- Corning, Chris (* 1999), US-amerikanischer Snowboarder
- Corning, Edwin (1883–1934), US-amerikanischer Geschäftsmann und Politiker
- Corning, Erastus (1794–1872), US-amerikanischer Unternehmer und Politiker
- Corning, Erastus (1909–1983), US-amerikanischer Politiker, Bürgermeister von Albany (1942–1983)
- Corning, James Leonard (1855–1923), US-amerikanischer Neurologe
- Corning, Joy (1932–2017), US-amerikanische Politikerin
- Corning, Parker (1874–1943), US-amerikanischer Politiker
- Cornis-Pope, Marcel (* 1946), rumänisch-US-amerikanischer Literaturwissenschaftler
- Cornish, Abbie (* 1982), australische SchauspielerinAbbie Cornish (* 1982)

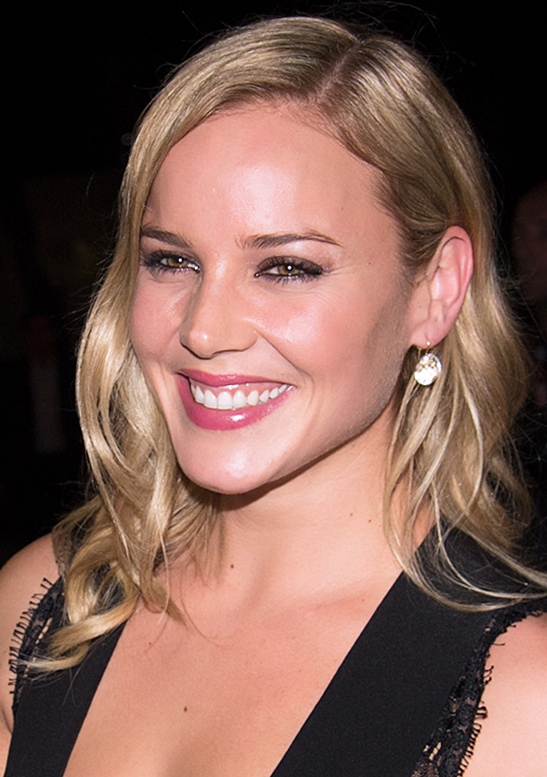
Abbie Cornish (* 1982)

- Cornish, Barry, US-amerikanischer Offizier, Generalmajor der US Air Force
- Cornish, Gary (* 1987), britischer Schwergewichtsboxer
- Cornish, Geoffrey (1914–2012), kanadischer Golfarchitekt
- Cornish, Joe (* 1968), britischer Komiker, Drehbuchautor und Regisseur
- Cornish, Johnston (1858–1920), US-amerikanischer Politiker
- Cornish, Kimberley (* 1949), australischer Buchautor
- Cornish, Pete, britischer Elektriker und Effektgerätehersteller
- Cornish, Thomas (* 2000), australischer Bahnradsportler

### Corno
- Cornova, Ignaz (1740–1822), italienischer Priester, Historiker, Pädagoge und Dichter

### Cornp
- Cornplanter († 1836), Häuptling der Seneca

### Corns
- Corns, Johnnie H. (1936–2020), US-amerikanischer Offizier, Generalleutnant der US-Army
- Cornstalk († 1777), Anführer der Shawnee-Indianer zur Zeit der amerikanischen Unabhängigkeitsbewegung

### Cornt
- Cornthwaite, Robert (1917–2006), US-amerikanischer Schauspieler

### Cornu
- Cornu, Alfred (1841–1902), französischer Physiker
- Cornu, Auguste (1888–1981), französischer Historiker
- Cornu, Charles (1888–1966), Schweizer Jurist
- Cornu, Dominique (* 1985), belgischer Radrennfahrer
- Cornu, Felix (1882–1909), österreichischer Mineraloge und Petrograph
- Cornu, Jacques (* 1953), Schweizer Motorrad-StrassenrennfahrerJacques Cornu (* 1953)

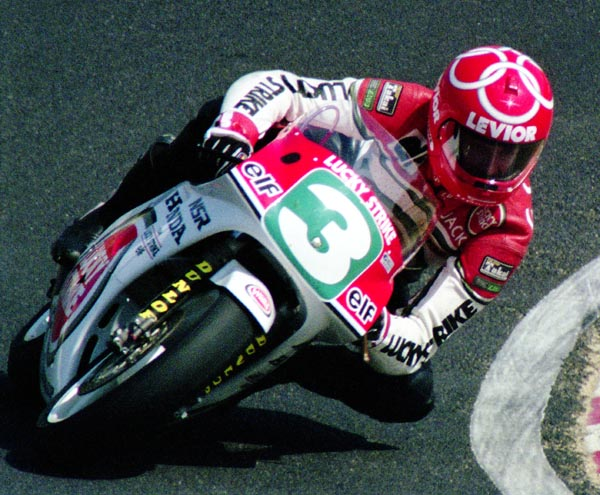
Jacques Cornu (* 1953)

- Cornu, Jean-Pierre (* 1949), schweizerischer Schauspieler
- Cornu, Jules (1849–1919), Schweizer Romanist
- Cornu, Paul (1881–1944), französischer Ingenieur und Hubschrauberkonstrukteur
- Cornu, Pierre (1895–1996), französischer Kunstmaler
- Cornu, René (1929–1986), französischer Schwimmer
- Cornu, Sébastien-Melchior (1804–1870), französischer Kirchen-, Historien- und Porträtmaler
- Cornu-Wong, Chloe (* 2005), hongkong-chinesische Skirennläuferin
- Cornudella i Felip, Mireia (* 1966), spanische Seglerin
- Cornuéjols, Gérard (* 1950), französischer Mathematiker
- Cornut, Jacques Philippe (1606–1651), französischer Arzt und Botaniker
- Cornut, Samuel (1861–1918), Schweizer Autor
- Cornut-Gentille, Bernard (1909–1992), französischer Politiker, Kolonialadministrator und Diplomat
- Cornutus, Lucius Annaeus, stoischer Philosoph zur Zeit des Kaisers Nero
- Cornuz, Jeanlouis (1922–2007), französischsprachiger Schweizer Schriftsteller und Übersetzer
- Cornuz, Odile (* 1979), Schweizer Schriftstellerin

### Cornw
- Cornwall, Charles Wolfran (1735–1789), britischer Politiker
- Cornwall, Claudia Maria (* 1948), kanadische Schriftstellerin und Journalistin
- Cornwall, Clement Francis (1836–1910), kanadischer Politiker, Vizegouverneur von British Columbia
- Cornwall, John (* 1934), US-amerikanischer theoretischer Physiker
- Cornwall, John (1935–2018), australischer Politiker, Abgeordneter und Minister
- Cornwall, Vibert (* 1938), vincentischer Jazzsänger
- Cornwall-Legh, Richard, 6. Baron Grey of Codnor (* 1936), britischer Adliger und Politiker
- Cornwallis, Charles, 1. Marquess Cornwallis (1738–1805), britischer General, Generalgouverneur und Vizekönig von IndienCharles Cornwallis, 1. Marquess Cornwallis (1738–1805)

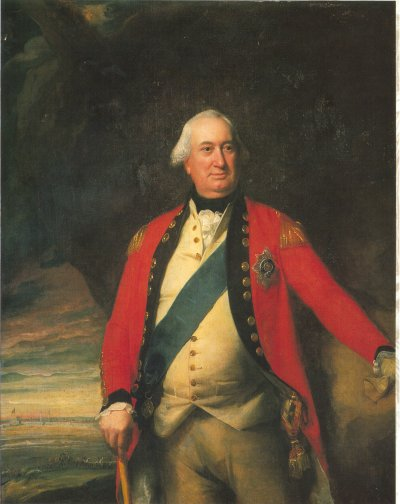
Charles Cornwallis, 1. Marquess Cornwallis (1738–1805)

- Cornwallis, Edward (1713–1776), britischer Armeeoffizier, Kolonialgouverneur und Politiker
- Cornwallis, Fiennes, 3. Baron Cornwallis (1921–2010), britischer Peer und Politiker
- Cornwallis, William (1744–1819), britischer Admiral
- Cornwallis-West, George (1874–1951), britischer Offizier und Schriftsteller
- Cornwell, Andrea, britische Filmproduzentin
- Cornwell, Bernard (* 1944), britischer SchriftstellerBernard Cornwell (* 1944)

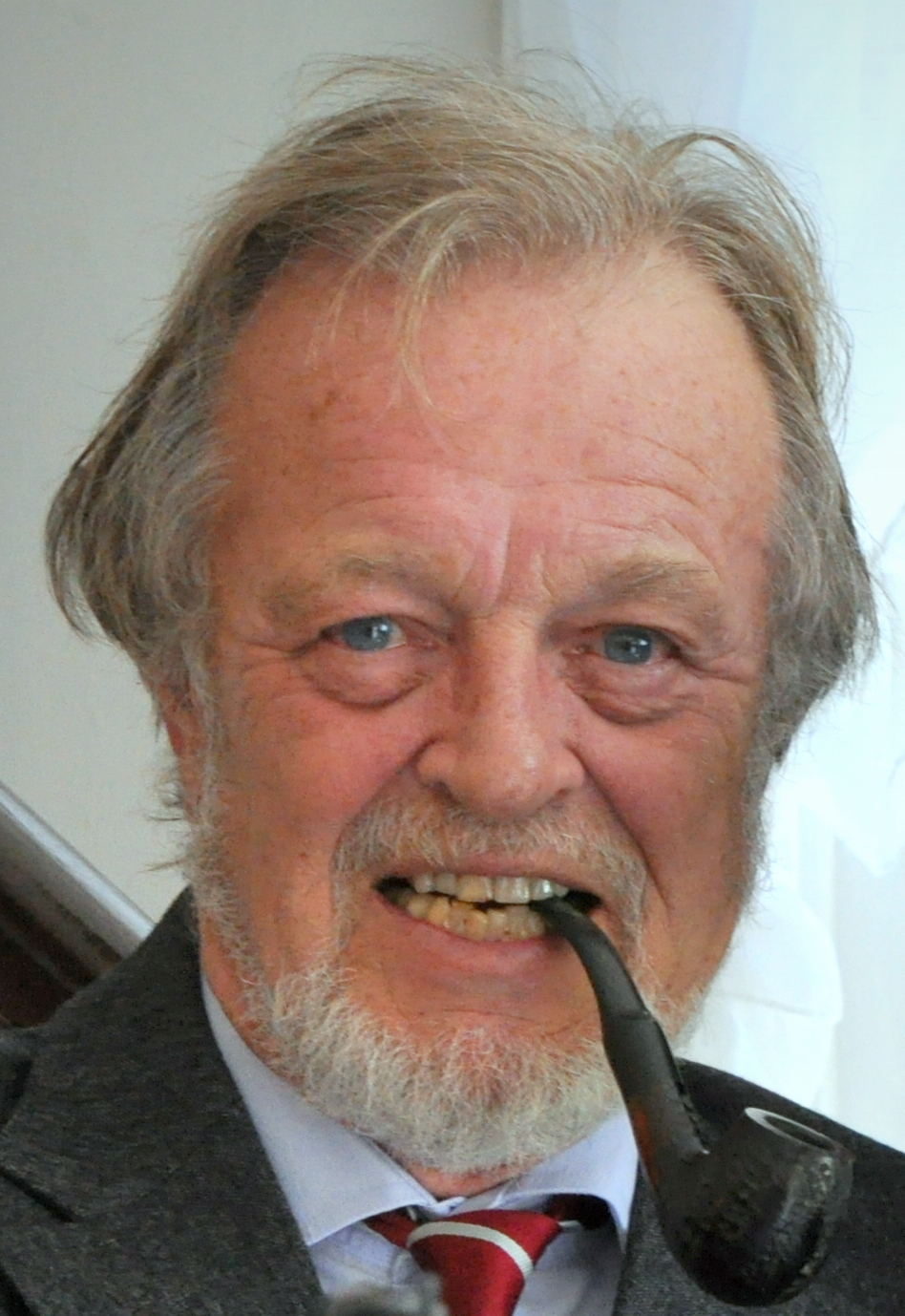
Bernard Cornwell (* 1944)

- Cornwell, David L. (1945–2012), US-amerikanischer Politiker
- Cornwell, Hugh (* 1949), britischer Musiker
- Cornwell, John (* 1940), englischer Journalist und Buchautor
- Cornwell, John J. (1867–1953), US-amerikanischer Politiker
- Cornwell, Judy (* 1940), britische Schauspielerin
- Cornwell, Patricia (* 1956), US-amerikanische Krimi-Schriftstellerin
- Cornwell, Phil (* 1957), britischer Schauspieler, Comedian und Synchronsprecher
- Cornwell, Ronald Thomas Archibald (1905–1975), englischer Unternehmer und Waffenhändler

### Corny
- Cornyn, John (* 1952), US-amerikanischer Politiker der Republikanischen Partei
- Cornysh, William († 1523), englischer Komponist